# Carlos Mejía Godoy
Carlos Mejía Godoy é um importante compositor e intérprete da Nicarágua e latino-americano. Participou ativamente do período do governo sandinista (1979 - 1990). Sua obra, de conteúdo altamente social, é muito importante para a história da música da Nicarágua.

## Biografia
Nasceu em Somoto, departamento de Madriz, Nicaragua, no dia 27 de junho de 1943. Filho de Carlos Mejía Fajardo, músico popular, construtor de marimbas e de María Elsa Godoy, professora e artesã de pão. Seu irmão, Luís Enrique Mejía Godoy, três anos mais novo, também é um músico popular nicaragüense, tendo inclusive ganho o Grammy.
No início da década de 1970, no contexto do fortalecimento da luta contra a ditadura da Família Somoza, canções que denunciavam problemas sociais com uma fina ironia, que tiveram grande aceitação na Nicarágua. Dentre essas canções, podem-se citar:
- "Chinto Jiñocuago", sobre um camponês;
- "Panchito Escombros", sobre um sobrevivente do terremoto de Manágua;
- "María de los Guardias" e "La Tula Cuecho", sobre a luta contra opressão contra as mulheres;
- "Quincho Barrilete", sobre um engraxate;
- "Nicaragua, Nicaragüita", que incluiu versos de Billy Bragg;
- "Las campesinas del Cuá";
- "La tumba del guerrillero";
- "Señor Juez de Mesta";
- "Clodomiro el Ñajo".

Muitas de suas canções teriam reconhecimento internacional em países como Espanha, Costa Rica, México e, até mesmo, nos Estados Unidos.
Nos meados da década de 1970, trabalhou na Oficina de Música Popular de Solentiname, uma comunidade cristã situada em algumas ilhas do Lago Nicarágua, dirigida pelo poeta Ernesto Cardenal, onde, em 1975, escreveu "La Misa Campesina", que fundiu a litúrgia cristã com a linguagem do povo misquito, que reside na parte da Nicarágua mais próxima ao Oceano Atlântico e a música tradicional. Dentre as canções dessa Missa, merece destaque: "Cristo de Palacagüina", que foi popularizada na Espanha a partir de uma gravação da cantora cubana: Elsa Baeza.
Na segunda metade da década de 1970, devido à repressão política somozista deixou a Nicarágua e foi residir na Espanha, logo após o falecimento do Genaral Franco. Dentre suas primeiras composições desse período, destaca-se: "María de los Guardias", de 1976.
Em 1977, destacou-se a canção: "Quincho Barrilete", que na interpretação de Eduardo González, venceu o Festival da OTI (Organização das Telecomunicações Ibero-americanas).
Depois, o grupo "Carlos Mejía Godoy y los de Palacagüina", que havia sido na Nicarágua, antes do exílio, voltou a atuar e gravou um disco pela Columbia Records, com a canção: "Son tus perjúmenes, mujer", que fez grande sucesso.
Depois disso foi lançada uma nova versão da "Misa Campesina", gravada em parceria com Víctor Manuel, Ana Belén, Sérgio y Estíbaliz (Sergio Blanco Rivas e Estíbaliz Uranga Amézaga), Elsa Baeza e Miguel Bosé.
No verão de 1979, retornou à Nicarágua para apoiar a Frente Sandinista de Libertação Nacional, que tomaria o poder em 19 de julho (Revolução Sandinista). Após o tomada do poder pelos sandinistas, criou, juntamente com seu irmão Luís Enrique, entre outros, a Fundação Mejía Godoy, uma organização civil voltada para contribuir para o desenvolvimento cultural e humano do país.
No começo da década de 1990, "Carlos Mejía Godoy y los de Palacagüina", lançaram o disco: "Azúcar y Pimienta".
Nessa época, também lançou obras solo, como o disco: "Los Cantos de Cifar", com letras do poeta nicaraguense Pablo Antônio Cuadra.
No final da década de 1990, juntamente com Luís Enrique, compôs uma canção para solidarizar-se aos afetados pela AIDS.
Juntamente com seu irmão, é proprietário da "Casa de Mejía Godoy", um café ondem ocorrem apresentações artísticas em Manágua.